# استان پیونگان شمالی
استان پیونگان شمالی کره‌ای: 평안북도; مک‌کیون–ریشاور: Phyŏnganbukto؛ آوانگاری: [pʰjʌŋanbuk̚t͈o])، یک استان در غرب کشور کره شمالی است که در منطقهٔ کوانسو واقع شده‌است. این استان در سال ۱۸۹۶ از نیمه شمالی استان پیونگان سابق تشکیل شد، تا سال ۱۹۴۵ یکی از استان های کره باقی ماند و سپس به استان کره شمالی تبدیل شد. مرکز آن شینیجو است. در سال ۲۰۰۲، منطقه اداری ویژه شینیجو - در نزدیکی شهر شینیجو - به عنوان یک منطقه اداری ویژه به طور جداگانه تأسیس شد.

## خصوصیات
استان پیونگان شمالی ۱۲٬۱۹۱ کیلومترمربع مساحت و ۲٬۷۲۸٬۶۶۲ نفر جمعیت دارد.